# Biscuits
«Biscuits» — песня американской кантри-певицы Кейси Масгрейвс, вышедшая 16 марта 2015 в качестве лид-сингла со второго студийного альбома Масгрейвс Pageant Material.
Видео песни получило несколько номинаций Академии кантри-музыки, кантри-телевидения и Ассоциации кантри-музыки CMA Awards в категории «Лучшее видео года» (Video of the Year).

## История
Сингл вышел 16 марта 2015 года на студии Mercury Nashville и получил положительные отзывы музыкальной критики и интернет изданий.
«Biscuits» — это среднетемповая кантри-песня, в которой лирика вращается вокруг индивидуализма и заботы о своих делах. Песня была написана Масгрейвс, Шейном Макэнэлли и Брэнди Кларк, той же командой авторов песен, которая написала её хит «Follow Your Arrow» 2013 года, который, по мнению многочисленных критиков, похож на «Biscuits».
Британский музыкальный блог газеты The Guardian отметил эффективное использование языка и образов в песне, чтобы донести свое послание «о том, что на самом деле значит проложить свой собственный путь вопреки мнению других», и обращение Масгрейвса ко всем. «У Масгрейвс есть способ заставить людей почувствовать себя особенными, — написал Грейди Смит, — не говоря им, что они особенные, а напоминая им, что на самом деле никого нет».

## Музыкальное видео
Музыкальное видео снял режиссёр Marc Klasfeld, премьера прошла в июне 2015 года. Видео было номинировано в категории Music Video of the Year на церемонии CMA Awards 2015 года.

## Отзывы, награды и номинации
В декабре 2015 года журнал Billboard включил «Biscuits» в список «10 Best Country Songs of 2015» и на 16-е место в списке песен всех жанров 25 best songs of 2015.
Журнал Billboard включил «Biscuits» с список лучших песен года (№ 16 в Year-End List for 2015)
| Год  | Ассоциации       | Категория                | Результат |
| ---- | ---------------- | ------------------------ | --------- |
| 2015 | CMA Awards       | Video of the Year        | Номинация |
| 2016 | ACM Awards       | Video of the Year        | Номинация |
| 2016 | CMT Music Awards | Female Video of the Year | Номинация |

| Публикация      | Место | Список                        |
| --------------- | ----- | ----------------------------- |
| Billboard       | 1     | 10 Best Country Songs of 2015 |
| Billboard       | N/A   | Top 10 Songs of 2015 (So Far) |
| Billboard       | 16    | Top 25 Songs of 2015          |
| Nashville Scene | 23    | Best Country Singles of 2015  |
| Rolling Stone   | 46    | 50 Best Songs of 2015         |

## Коммерческий успех
«Biscuits» дебютировал на 56-м месте в чарте Billboard Country Airplay в неделю на 21 марта 2015 года. Две недели спустя релиза в продажу он дебютировал на 22-м месте в Bubbling Under Hot 100 и на 28-м месте в Hot Country Songs в дату на 4 апреля 2015, с тиражом в дебютную неделю 25,000 копий. К июню 2015 года тираж превысил 117,000 копий в США.

## Чарты
| Чарт (2015)                            | Высшая позиция |
| -------------------------------------- | -------------- |
| Канада (Billboard Country)             | 36             |
| США (Billboard Bubbling Under Hot 100) | 21             |
| США (Billboard Country Airplay)        | 41             |
| США (Billboard Hot Country Songs)      | 28             |

| Чарт (2015)                       | Позиция |
| --------------------------------- | ------- |
| США Hot Country Songs (Billboard) | 90      |

## Сертификации
| Регион                                                                      | Сертификация | Продажи |
| --------------------------------------------------------------------------- | ------------ | ------- |
| США (RIAA)                                                                  | Золотой      | 500 000 |
| Данные о продажах + прослушиваниях приведены только на основе сертификации. |              |         |